# Gunnar Eggen
Gunnar Eggen, född 3 januari 1946, död 10 oktober 2024 i Ammerud i Oslo, var en norsk travkusk och travtränare. Han är förknippad med hästar som Sugarcane Hanover och Elding.

## Biografi
Eggen hade under sin karriär stall på den norska huvudbanan Bjerke Travbane i Oslo. Under sin karriär tog han totalt 5546 segrar. 1996 segrade han i Europeiskt mästerskap för kuskar, som han tidigare tagit silver i både 1981 och 1985. Han blev även norsk kuskchampion 13 gånger mellan 1981 och 1997.
Efter säsongen 1987 flyttades den amerikanske travaren Sugarcane Hanover över till Eggens träning i Norge. Tillsammans med Sugarcane Hanover segrade Eggen i Oslo Grand Prix (1988) och Olympiatravet (1988). Ekipaget segrade även i March of Dimes Trot på Garden State Park Racetrack i New Jersey den 17 november 1988, och besegrade världsstjärnor som franske Ourasi och amerikanskfödda Mack Lobell. Loppet kom senare att kallas för Århundradets lopp.
Eggen valdes in i Travsportens Hall of Fame 2012.

## Större segrar i urval
| År   | Lopp                   | Häst              | Kusk         | Grupp   |
| ---- | ---------------------- | ----------------- | ------------ | ------- |
| 1972 | Norskt Travderby       | Line Song         | Gunnar Eggen | Grupp 1 |
| 1975 | Norskt Travderby       | Safaga Vixi       | Gunnar Eggen | Grupp 1 |
| 1982 | Norskt Trav-Kriterium  | Superpedro        | Gunnar Eggen | Grupp 1 |
| 1986 | Guldstoet              | Vicky Vy          | Gunnar Eggen | Grupp 2 |
| 1987 | Svenskt Kallblodsderby | Slogum Jim        | Gunnar Eggen | -       |
| 1988 | Oslo Grand Prix        | Sugarcane Hanover | Gunnar Eggen | Grupp 1 |
| 1988 | Olympiatravet          | Sugarcane Hanover | Gunnar Eggen | Grupp 1 |
| 1988 | Norskt Trav-Kriterium  | Cherie's Boy      | Gunnar Eggen | Grupp 1 |
| 1988 | March of Dimes Trot    | Sugarcane Hanover | Gunnar Eggen | -       |
| 1991 | Norskt Travderby       | Torway L.         | Gunnar Eggen | Grupp 1 |
| 1992 | Norskt Travderby       | Winnie Laylock    | Gunnar Eggen | Grupp 1 |
| 1993 | Norskt Travderby       | Won Eleven L.     | Gunnar Eggen | Grupp 1 |
| 1995 | Norskt Travderby       | B.Gent L.         | Gunnar Eggen | Grupp 1 |
| 1998 | Norskt Trav-Kriterium  | Trix Pedro        | Gunnar Eggen | Grupp 1 |
| 2002 | Kriteriestoet          | Lannem Stjerna    | Gunnar Eggen | -       |
| 2010 | Norskt Travderby       | Makarov           | Erik Höitomt | Grupp 1 |